# コーンスス
コーンスス（Consus）は、ローマ神話の穀物の神。例祭のコーンスアーリア祭は8月21日、12月15日。
サビーニー人の女たちの誘拐は8月21日の祭の日に行われたという。ロームルスはローマ人に妻となる女性が不足していたため、コーンスス神の祭にサビーニー人を招待し、女たちをさらった。これが原因でローマ人とサビーニー人との間に長い戦争が起こったとされる。
パラティヌス丘の麓の大円形競技場キルクス・マクシムスの中央地下にコーンススの祭壇があり、祭の日のみ掘り出された。祭ではウェスタの巫女とクゥイリーヌスのフラーメンが犠牲を捧げ、初穂の奉納と競技、ラバによる競馬が行われ、祭のあいだ馬とロバには休みが与えられた。
またコーンスアーリア祭で競馬が行われたため、コーンススはネプトゥーヌス（つまり馬の神ポセイドーン）と同一視された。